# Droit à un niveau de vie suffisant

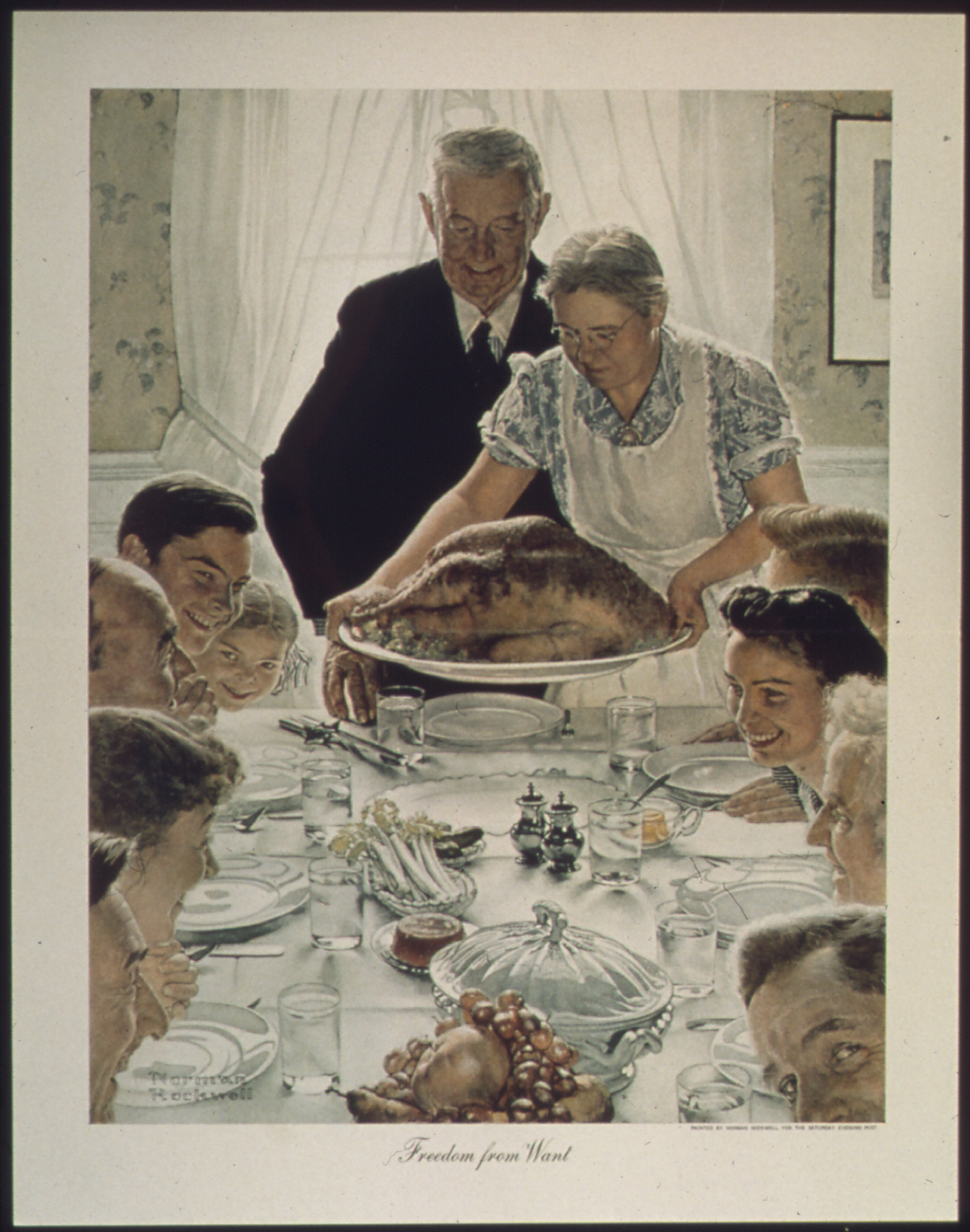
Illustration d'une des quatre libertés par Norman Rockwell : À l'Abri du besoin (Freedom from Want).

Le droit à un niveau de vie suffisant est reconnu comme un droit de l'homme dans les instruments internationaux relatifs aux droits de l'homme, et est censé établir un minimum de droit à l'alimentation, l'habillement et le logement à un niveau adéquat. Le droit à l'alimentation et le droit au logement ont aussi été définis comme instruments de droits humains.
Le droit à un niveau de vie suffisant est inscrit à l'article 25 de la déclaration universelle des droits de l'homme (DUDH) et à l'article 11 du pacte international relatif aux droits économiques, sociaux et culturels. La plus importante source d'inspiration pour l'inclusion du droit à un niveau de vie suffisant à la DUDH a été le discours des quatre libertés du président américain Franklin Roosevelt, qui a déclaré, avec d'autres, le « Freedom from Want ». Le respect du droit à un niveau de vie suffisant dépend d'un certain nombre d'autres droits économiques, sociaux et culturels, y compris le droit à la propriété, le droit au travail, le droit à l'éducation et le droit à la sécurité sociale. Il y a eu un certain nombre de propositions politiques visant à garantir aux personnes un niveau de vie de base à travers le concept de revenu de base garanti à tous les citoyens afin de répondre aux besoins de base tels que la nourriture et le logement.

## Définition
La plus importante source d'inspiration pour l'inclusion du droit à un niveau de vie suffisant dans la Déclaration Universelle des Droits de l'Homme (DUDH) a été le discours des Quatre Libertés donné en 1941par le président Franklin Roosevelt, qui proclamait la liberté de parole, la liberté de la foi, la liberté de vouloir et de la liberté de la peur. L'American Law Institute établi alors un projet de propositions pour une charte internationale des droits, la Déclaration des Droits Essentiels de l'Homme, qui a fortement influencé la DUDH. La déclaration comprend le droit à une nourriture et un logement adéquat et le droit à la sécurité sociale, incluant le droit à la santé. L'Article 25 de la DUDH reconnaît le droit à un niveau de vie suffisant, en déclarant que :

« (1) Chacun a le droit à un niveau de vie adéquat pour la santé et le bien-être de lui-même et sa famille, incluant la nourriture, les vêtements, le logement, les soins médicaux et les services sociaux nécessaires ; le droit à la sécurité en cas de chômage, de maladie, d'invalidité, de veuvage, de vieillesse ou de l'absence de moyens de subsistance dans des circonstances hors de son contrôle.

(2) La maternité et l'enfance ont droit à une aide et à une assistance. Tous les enfants, qu'ils soient nés dans le mariage ou hors mariage jouissent de la même protection sociale. »

La DUDH établit que la réalisation du droit à un niveau de vie adéquat nécessite un minimum de jouissance des droits de subsistance, qui incluent nourriture adéquate, de l'habillement, un logement et des soins si nécessaire. La DUDH reconnaît que le droit à un niveau de vie suffisant nécessite des mesures spécifiques en fonction de la situation d'une personne. Il précise que les personnes qui sont incapables de se procurer la jouissance des conditions nécessaires pour un niveau de vie suffisant disposent tout de même d'un droit aux soins. L'article 25 est étroitement lié à l'article 22 de la DUDH, qui consacre explicitement le droit à la sécurité sociale. L'article 25 mentionne spécifiquement les droits des enfants nés hors mariage, qui, historiquement, ont été l'objet d'une discrimination.
La nature du droit à un niveau de vie suffisant a été défini à l'article 11 du pacte international relatif aux droits économiques, sociaux et culturels (PIDESC), qui définit le droit à un niveau de vie suffisant dans ses deux paragraphes. L'alinéa premier dispose que :

« Les États parties au présent pacte reconnaissent le droit de toute personne à un niveau de vie suffisant pour lui et sa famille, y compris la nourriture, des vêtements et un logement, et à l'amélioration continue de ses conditions de vie. Les États parties prendront des mesures appropriées pour assurer la réalisation de ce droit et ils reconnaissent à cet effet l'importance essentielle d'une coopération internationale fondée sur le libre consentement. »

Les soins médicaux et la santé, qui ont été inclus dans la DUDH en vertu du droit à un niveau de vie suffisant, ont été inclus dans l'Article 12 du PIDESC en vertu du droit à la santé. Les droits liés à la maternité sont reconnus à l'article 10 du PIDESC sur la protection de la famille. Lorsque le PIDESC a été rédigé, l'augmentation de la malnutrition était une préoccupation internationale urgente, c'est pour cela que l'article 11 accentue particulièrement ce point. Le paragraphe deux de l'Article 11 stipule que :

« Les États parties au présent pacte, reconnaissant le droit fondamental de chacun d'être à l'abri de la faim et adopteront, individuellement et au moyen de la coopération internationale, les mesures nécessaires, y compris des programmes concrets, qui sont nécessaires :

(a) Pour améliorer les méthodes de production, de conservation et de distribution des denrées alimentaires par la pleine utilisation des connaissances techniques et scientifiques, par la diffusion de principes d'éducation nutritionnelle et par le développement ou la réforme des régimes agraires, de manière à atteindre le plus efficace du développement et de l'utilisation des ressources naturelles ;

(b) en Tenant compte des problèmes à la fois des importateurs et des pays exportateurs d'aliments, afin d'assurer une répartition équitable des disponibilités alimentaires mondiales par rapport aux besoins. »

En tant que tel, l'article 11 du PIDESC prévoit deux des droits de l'homme, le droit d'être libéré de la faim, connu comme le droit à l'alimentation ; et le droit à un niveau de vie suffisant, notamment en ce qui concerne la subsistance des droits de l'habillement, le logement et la nourriture. Le PIDESC exige au minimum que le droit à la subsistance soit protégé par l'état. Le droit à l'alimentation et le droit au logement ont par la suite été définis comme des droits indépendants dans d'autres droits de l'homme. D'autres aspects du droit à un niveau de vie adéquat, tels que le droit à l'habillement n'ont pas reçu d'attention supplémentaire, ni de développement. Le PIDESC clarifie le fait que les états doivent prendre les mesures appropriées pour assurer la réalisation du droit à un niveau de vie adéquat, par exemple en obligeant l’État à prendre les mesures nécessaires pour s'assurer que la faim ne se produise pas.
Le droit à un niveau de vie suffisant est également consacré dans la convention sur l'élimination de toutes les formes de discrimination à l'égard des femmes, qui visait à créer des conditions par lesquelles les femmes et mères serait économiquement sécurisées et indépendantes. La convention oblige les états à mettre fin à la discrimination à l'égard des femmes en matière d'emploi et d'autres activités économiques. Le droit à un niveau de vie suffisant est réaffirmé dans la Convention relative aux droits de l'enfant avec l'article 27, reconnaissant à jamais le droit de l'enfant à un niveau de vie suffisant pour permettre son développement physique, mental, spirituel, moral et social. Les parents de l'enfant ont la responsabilité principale de garantir ce droit à hauteur de leurs capacités, et l’État doit prendre des mesures appropriées pour aider les parents et autres responsables d'enfants. Les états doivent, si nécessaire, fournir une assistance matérielle, en particulier par rapport à l'alimentation, l'habillement et le logement.

## Relation avec d'autres droits
Dans l'ensemble, le droit à un niveau de vie suffisant est compris comme un droit social, qui exige le respect d'un certain nombre d'autres droits économiques, sociaux et culturels, y compris le droit à l'éducation qui est inscrit dans l'article 26 de la Déclaration universelle des droits de l'homme (DUDH) et les articles 13 et 14 du Pacte international relatif aux droits économiques, sociaux et culturels (PIDESC), le droit à la propriété, qui est consacré par l'article 17 de la DUDH, le droit au travail est inscrit dans l'article 23 de la DUDH et l'article 6 du PIDESC, et le droit à la sécurité sociale prévu à l'article 22 de la DUDH et l'article 25 du pacte. Lorsque le droit de propriété, le droit au travail et le droit à la sécurité sociale, les trois principaux droits économiques, sont mis en œuvre conjointement, il est supposé qu'un niveau de vie adéquat peut être normalement assuré.
Le droit à la propriété privée était une demande primordiale début des quêtes pour la liberté politique et l'égalité, et contre l'ordre féodal de contrôle de la propriété. La propriété peut servir de base pour les droits qui garantissent la réalisation du droit à un niveau de vie suffisant. Initialement, seuls les propriétaires de biens se sont vu accorder des droits civiques, tels que le droit de vote. Le droit au travail est mis en place pour permettre à ceux qui ne possèdent pas de propriété d'atteindre un niveau de vie suffisant. Aujourd'hui, la discrimination sur la base de la propriété est reconnue comme une grave menace pour l'égalité dans la jouissance des droits de l'homme par tous et les clauses de non-discrimination dans les instruments internationaux des droits humains incluent fréquemment la propriété comme une base d'accès aux droits à partir desquels la discrimination est interdite (voir le droit à l'égalité devant la loi).